# 賈貝茲·歐森
賈貝茲·歐森（英語：Jabez Olssen，1975年8月5日—）是一名紐西蘭電影剪輯師，曾多次與導演彼得·傑克森合作。

## 生平
1998年，賈貝茲·歐森在紐西蘭的一個電視節目的剪輯部門工作。後來，他加入《魔戒》電影劇組，參與剪輯的部分，他與麥可·J·霍頓共同獲得了在線影評人協會的最佳剪輯獎。魔戒電影的製作結束後，歐森搬到倫敦一年；後因接到彼得·傑克森的電話而回到紐西蘭，繼續在《金剛》中擔任助理剪輯。
之後歐森陸續在《可愛的骨頭》、《丁丁歷險記》等片擔任助理剪輯。當《哈比人系列電影》開始製作時，歐森受邀擔任該列電影獨立的剪輯師。他也是2016年電影《星際大戰外傳：俠盜一號》的三名剪輯師之一。

## 作品
- 《魔戒首部曲：魔戒現身》（2001年）（助理剪輯）
- 《魔戒二部曲：雙城奇謀》（2002年）（助理剪輯）
- 《金剛》（2005年）（助理剪輯）
- 《可愛的骨頭》（2009年）
- 《丁丁歷險記》（2011年）（助理剪輯）
- 《哈比人：意外旅程》（2012年）
- 《哈比人：荒谷惡龍》（2013年）
- 《哈比人：五軍之戰》（2014年）
- 《星際大戰外傳：俠盜一號》（2016年）

## 外部連結
- 賈貝茲·歐森在互联网电影资料库（IMDb）上的資料（英文）
- 賈貝茲·歐森在时光网上的簡介（简体中文）